# Baie de Yagorlytsk
La baie de Yagorlytsk, en ukrainien Ягорлицька затока, est une baie d'Ukraine située en mer Noire, entre la péninsule de Kinbourn au nord et celle de Yahorlyk Kut au sud.
Elle est séparée de la mer Noire proprement dite par l'île de Dovhyi. Une partie de la baie est incluse dans la réserve de biosphère de la mer Noire.

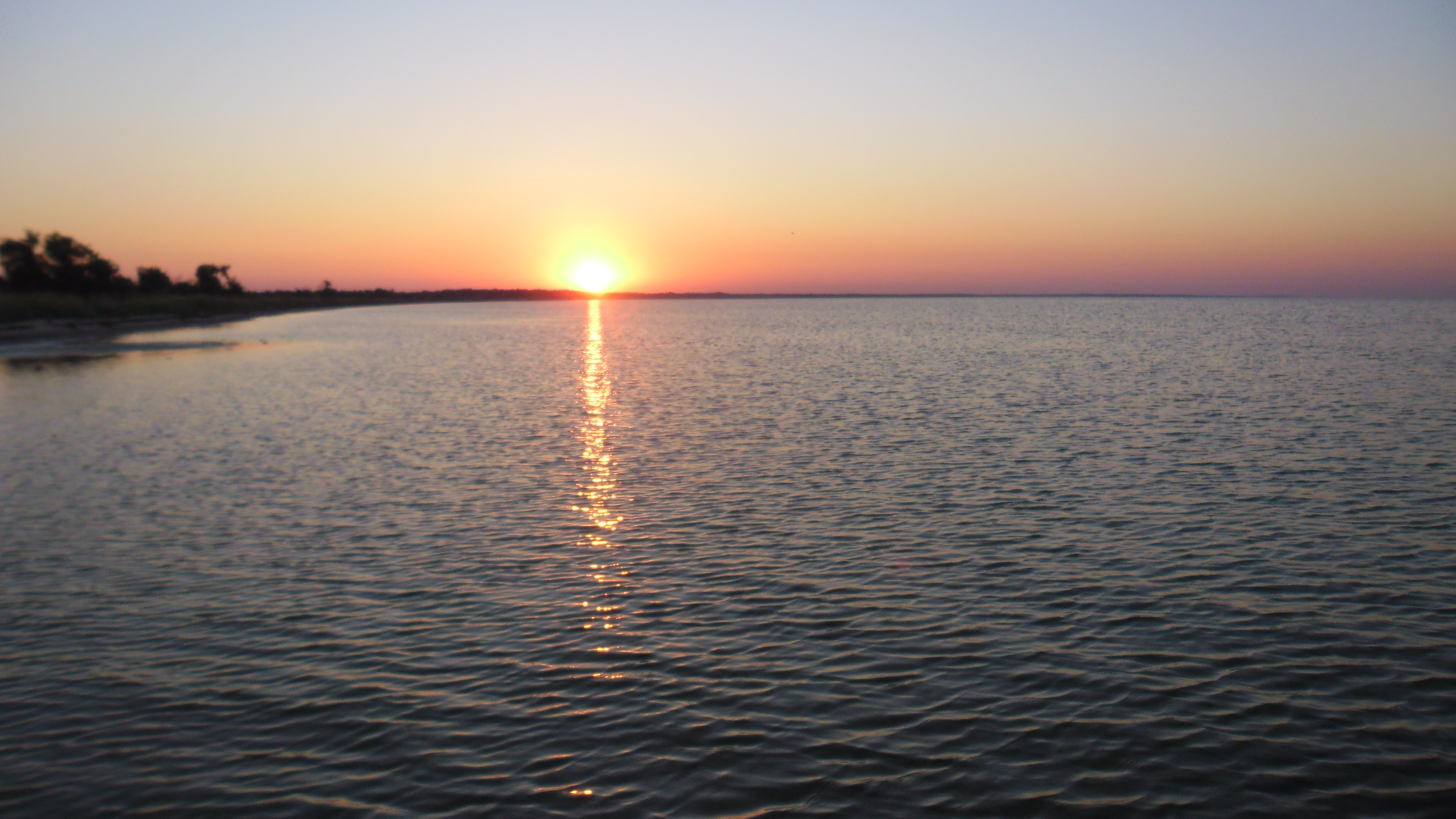
Vue de la baie.